# Pseudoclausena chrysogyne
Pseudoclausena chrysogyne är en tvåhjärtbladig växtart som först beskrevs av Friedrich Anton Wilhelm Miquel, och fick sitt nu gällande namn av T.P. Clark. Pseudoclausena chrysogyne ingår i släktet Pseudoclausena och familjen Meliaceae. Utöver nominatformen finns också underarten P. c. velutina.